# Navarra zászlaja

Navarra zászlaján a királyi koronával díszítve Navarra 13. századi címerpajzsa látható. Navarra Kasztília, León és Aragónia (CLAN) mellett a Spanyol Királyság négy alapítójának egyike.